# 贝恩斯巴赫
贝恩斯巴赫（德語：Bernsbach，發音：[ˈbɛʁnsbax]）是德国萨克森州厄尔士山县曾经的一个市镇，面积8.75平方千米，2014年1月10日人口为4,676人。2013年1月1日，贝恩斯巴赫与市镇劳特合并为新市镇劳特-贝恩斯巴赫。